# Christoffer Geijer den äldre
Christoffer Geijer d.ä, född enligt traditionen i Österrike, död 1657 i Lindesbergs socken, var en invandrad befallningsman i Nora och Linde bergslager samt borgmästare.

## Biografi
Christoffer Geijer d.ä. invandrade enligt traditionen till Sverige på 1620-talet, men nyare forskning gör gällande att han kan ha varit son till en munskänk i Nyköping som var i hertig Karls tjänst. Tillsammans med Andreas Dress övertog han arrendet av Nora och Linde bergslager år 1628 av Louis De Geer och hans hustrus farbror Willem De Besche. Eftersom bolaget inte fungerade (Dress övertog själv arrendet), blev Geijer redan året därefter, 1629, befallningsman eller fogde i Nora och Linde bergslager. År 1632 blev han kronans hytt- och gruvfogde i Nya Kopparberget i Ljusnarsbergs socken samt efter ett par år kronans ombud som inspektor och kopparuppköpare i Lindesberg, där han var delägare i Dalkarlshyttan samt anlade hammaren i Östra Bohr. Han utsågs sedermera till bergmästare i Uppland, Södermanland och Östergötland.
Han var gift med Dorotea De Besche (1608–1696), dotter till slottsarkitekten med mera Gillis de Besche d.ä..
Christoffer Geijer d.ä. är med sin hustru Dorotea De Besche stamfader för de flesta svenskar som heter Geijer samt till ätterna af Geijerstam och von Geijer. Ett av Christoffers barnbarn, Christina Engel Hofsten, gifte sig med prosten Anders Lagerlöf, som var farfars farfar till Selma Lagerlöf.